# سيد سوتون
سيد سوتون (بالإنجليزية: Sid Sutton)‏ هو مصمم جرافيك بريطاني، ولد في القرن العشرين.

## وصلات خارجية
- سيد سوتون على موقع IMDb (الإنجليزية)
- سيد سوتون على موقع قاعدة بيانات الفيلم (الإنجليزية)